# Aureolo (conde)
Aureolo, Aureolus, Oriol/Oroel (m. 809) es mencionado por los Annales regni Francorum como conde designado por los francos al otro lado de los Pirineos, frente a Huesca. Aunque las fuentes son escasas y la cuestión es discutida, diversos historiadores lo consideran como el primer titular del Condado de Aragón. Sin embargo, esta afirmación es puesta en duda por otros estudiosos del personaje, que consideran que su condado pudo estar situado en Sobrarbe, en Pallars y Ribagorza o en Urgel. Además, las Genealogías de Roda señalan como primer titular del Condado de Aragón a Aznar I Galíndez.

## Contexto

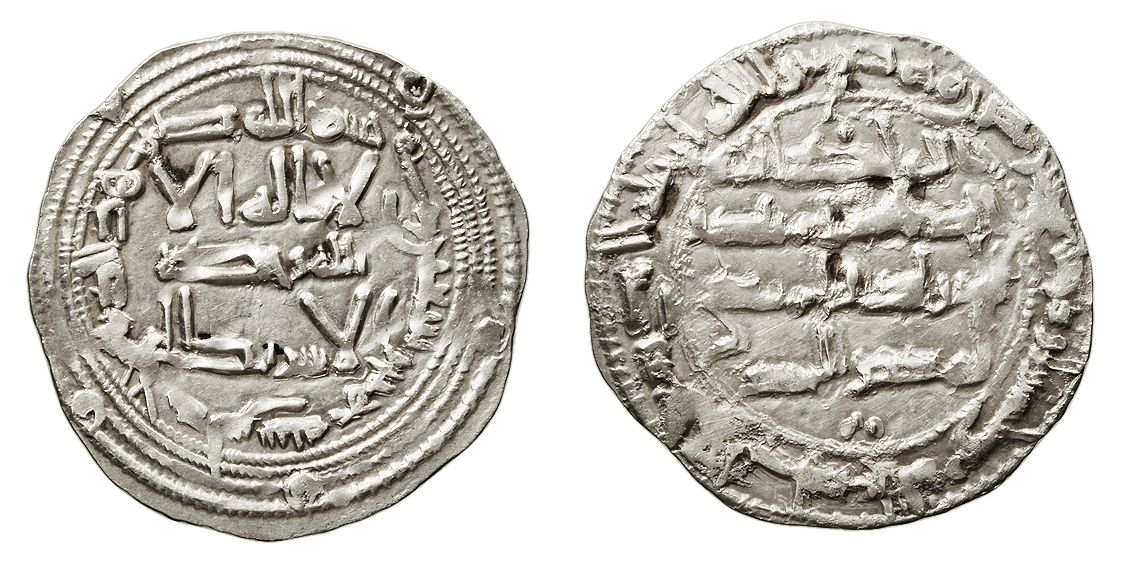
Los señoríos cristianos peninsulares de la época carecían de moneda propia. Solían utilizar en sus transacciones la del Emirato de Córdoba, como este dírham de plata acuñado bajo el dominio de Hisham I.

La conquista de Hispania por el Califato Omeya fue rápida. En la tercera década del siglo VIII ya se había ocupado el territorio situado al norte de Zaragoza hasta los Pirineos. Aunque las fuentes árabes dicen que los cristianos que no se convirtieron al Islam solo debían pagar el impuesto de capitación, las fuentes cristianas insisten en que hubo cristianos sometidos a esclavitud y otros que huyeron a las montañas. Sin embargo, está claro que hacia la mitad del siglo, los musulmanes dominaban completamente la zona. En 732 hubo una expedición militar que sometió a los montañeses y deportó a sus mujeres y niños. La evidencia de que hubo expediciones al norte de los Pirineos es prueba de que la retaguardia estaba completamente controlada. Por consiguiente, no hubo núcleos cristianos que escaparan a la autoridad califal desde el inicio.
La tendencia a la rebelión de los gobernantes de la Marca Superior se vio acentuada por las tensiones que produjo la proclamación de Abderramán I como nuevo emir de Al-Ándalus, ahora independiente del Califato abasí con sede en Bagdad. Como resultado, varios líderes invitaron al rey de los francos a cruzar los Pirineos. Carlomagno aceptó la invitación y en 778 entró en la península al frente de un ejército. Su acción no tuvo naturaleza antiislámica ni de defensa de la Cristiandad. No llegó a obtener la incorporación de la región al reino, pero sí la creación de una zona sometida de iure en virtud del vasallaje de diversas ciudades. La invasión de los francos fue respondida por Abderramán con una expedición militar destinada a someter a los rebeldes, tanto cristianos como musulmanes. En dicho contexto, hay constancia de que el ejército del emirato sometió en 781 a un tal ibn Balaskut —«hijo de Blasco»— que es identificado con Galindo Belascotenes, casado con Fakilo y padre de García «El Malo». No obstante, la penetración franca no cesó, y hay constancia de una nueva expedición militar contra Huesca dirigida por Ludovico de Aquitania en 800. Además, los valles del Pirineo se convirtieron a partir de entonces en refugio de rebeldes o discrepantes con el poder musulmán.
Hay que destacar la enorme diferencia existente en esta época entre los territorios del Emirato y las entidades cristianas peninsulares. El primero tenía una economía basada en el comercio y con una fuerte vida urbana, mientras que las segundas tenían una economía rudimentaria y basaban la riqueza en la posesión y explotación del terreno. Los líderes cristianos no emitían moneda y los pagos se hacían con dinero procedente del territorio musulmán y, en menor medida, con antiguas monedas visigodas y romanas. Incluso la diferencia entre el Emirato y el Imperio carolingio era muy notable, similar a la existente en el siglo XX entre los países industrializados y los del tercer mundo.

## Aureolo
Las fuentes existentes sobre la época y sobre Aureolo u Oriol son muy escasas e impiden establecer con seguridad quién fue. Los archivos de San Juan de la Peña fueron víctimas de varios incendios, y las fuentes árabes conceden poca atención a los levantiscos territorios del norte. La ubicación del territorio en el que actuaba el conde no está clara. Las Genealogías de Roda, compiladas en Nájera hacia 970 son una fuente tardía y escasa. Ello hace que los historiadores especulen basándose en las fuentes escritas y arqueológicas. Basándose en los Annales regni Francorum, Carlos Laliena considera que Oriol era de la familia de los condes de Périgueux, mientras que Antonio Ubieto Arteta es todavía más preciso al indicar que era hijo del conde Oriol de Périgueux. Según Christian Settipani, y basado en parte en la onomástica, Aureolus (o Aurelius) sería sobrino distante de Santo Eparquio, bien como sobrino de la mujer de Fruela de Cantabria, hija posiblemente de un Aurelio, aunque Aurelius y Aureolus sean nombres romanos distintos.

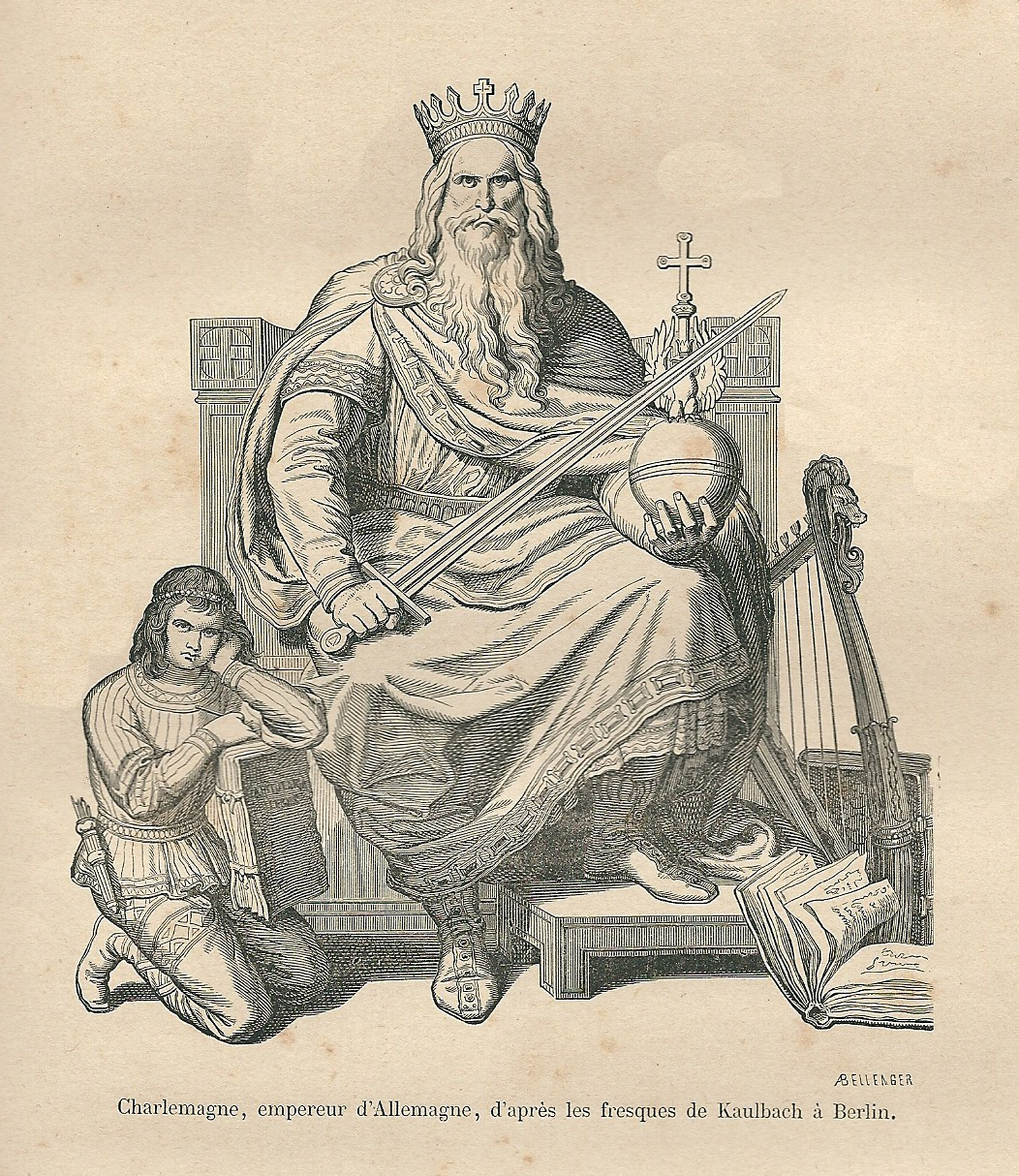
Carlomagno nombró conde más allá de los Pirineos al noble franco Aureolo.

En la monumental Historia de España dirigida por Ramón Menéndez Pidal, los historiadores Ricardo del Arco y Garay y Fernando Valls Taberner mencionan que Pedro de Marca sostiene que Aureolo estableció una guarnición franca en el castillo de Loarre tras la expedición de Ludovico de Aquitania de 799. Sin embargo, ambos autores cuestionan la afirmación, ya que no hay constancia de que ninguna fortaleza de lo que mucho más tarde terminó conformando el Reino de Aragón —con la excepción del Condado de Ribagorza— perteneciera a los francos. Por ello piensan que el territorio controlado por Aureolo pudo estar situado en los condados de Urgel o Pallars. Añaden que en lo que luego fue el Condado de Aragón en sentido estricto no hay huella documental alguna relativa a la presencia franca, con la excepción de algunos diplomas de dudosa autenticidad del Monasterio de San Pedro de Siresa. Sin embargo, afirman que sí son frecuentes las menciones a los soberanos francos en los condados de Ribagorza y Sobrarbe. Con ello expresan ya las dudas respecto a la ubicación del condado dirigido por Aureolo, del que los anales francos se limitan a afirmar que estaba al sur de los Pirineos, frente a Zaragoza y Huesca.
Por el contrario, José María Lacarra, aun admitiendo que la falta de fuentes impide conocer la historia de los líderes pirenaicos de esa época, sitúa el feudo de Aureolo en lo que luego se denominó Condado de Aragón. Considera también que su ocupación debió ser consecuencia de la expedición contra Huesca. Especula que el primer núcleo militar franco se debió situar en los valles de Hecho y Canfranc debido a sus buenas comunicaciones con el Reino de los francos. Estas primeras guarniciones debieron de reforzar el ya existente sentimiento de insumisión de los montañeses. Posteriormente, el territorio se expandiría hasta alcanzar no más de seiscientos kilómetros cuadrados. Fuera del condado quedarían la canal de Berdún, territorio yermo transitado por las tropas del Emirato, y los valles de Ansó, Tena y Acumuer.
En la misma línea de Lacarra se encuentra Antonio Ubieto, quien cree que el conde Aureolo quizá gobernaba en el valle de Hecho desde 797. Opina que para principios del siglo IX ya estaba organizado el Condado de Aragón bajo la protección del emperador. Similar es la opinión de Philippe Sénac, quien admite que la localización es imprecisa pero supone que estaría situado en los valles de Hecho y Aragón. También José Ángel Sesma Muñoz se inclina por situar al conde en la Jacetania debido al hecho de que haya dado nombre a la Peña Oroel, pero considera también posible que el condado estuviera ubicado en el Sobrarbe.
Disiente de las opiniones de Lacarra, Ubieto y Sénac el historiador Antonio Durán Gudiol, quien considera más probable que el condado de Aureolo se ubicara en el Sobrarbe. Se basa en que el terreno accidentado de esta zona facilitaría su defensa; en la construcción por los musulmanes de la fortaleza de Alquézar, que indica intención defensiva frente a una amenaza; y en la presencia de una familia cristiana que controlaría el territorio, encabezada sucesivamente por Blasco, Galindo y García. Durán también es de la opinión de que el condado sería consecuencia de la expedición contra Huesca de Ludovico en 800, y que los francos pudieron aliarse con Galindo o con su hijo García y con Bahlul ibn Marzuq, caudillo musulmán rebelde establecido en Zaragoza y Huesca. Cuando este último fue muerto por Jalaf ibn Rashid, el feudo se convirtió en un enclave rodeado de territorios controlados por los musulmanes.
Muy similar a la de Durán es la postura del medievalista Fernando Galtier. Este denomina Cerretania al país que más tarde, y de forma aproximada, sería conocido como Sobrarbe y que fue gobernado por Galindo Belascotenes. Este señor montañés, partícipe en los sucesos de Roncesvalles, fue víctima de la represión de Abderramán y se alió posteriormente con los francos. De esta forma, Cerretania se habría convertido en una base militar carolingia al sur de los Pirineos bajo el mando de Aureolo al tiempo que mantenía una cierta independencia.
Si bien las fuentes francas designan comes al personaje, este parece haber sido más un custodio o jefe militar, encargado de asegurar las comunicaciones entre ambos territorios, que una auténtica autoridad territorial.

## Influencia de Aureolo

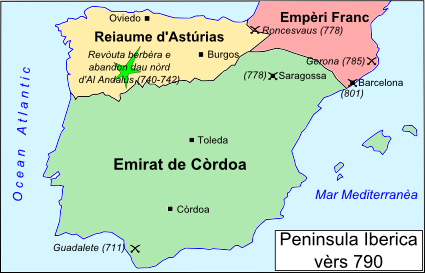
Situación aproximada de la península ibérica hacia 790. La presencia franca en la zona pirenaica era notable.

A principios del siglo IX, la presión franca sobre la Marca Superior era considerable. En 806, el rey Íñigo Arista de Pamplona ofreció su sumisión al emperador. En el mismo año, Pallars y Ribagorza fueron incorporados al Condado de Tolosa. La presencia del conde Aureolo es una muestra más de esta importante presencia franca al sur de los Pirineos.
La política carolingia era fundar monasterios en las zonas ocupadas por el reino, luego imperio. Por tal motivo, Durán considera que el monasterio de San Juan de Matidero pudo ser fundado por Aureolo. Por su parte, Ubieto afirma que por esa época el abad Zacarías se encontraba ya en el valle de Hecho para adquirir terrenos en los que levantar el futuro monasterio de San Pedro de Siresa, que se erigió con la intención de hacer olvidar la derrota del ejército carolingio en 778.
Hay consenso entre los historiadores en que Aureolo falleció en 809, hecho que aprovechó el caudillo musulmán Amrus ben Yusuf —que controlaba Huesca y Zaragoza— para ocupar todas sus fortalezas e instalar guarniciones en ellas. Sin embargo, dicha posesión fue solo temporal, pues una nueva expedición franca dirigida por el conde Heriberto recuperó el territorio en 811 u 812. Algo más tarde el Imperio carolingio nombró a un nuevo conde al sur de los Pirineos: Aznar I Galíndez, quien fue el fundador de una dinastía condal ya hispana a la que las Genealogías de Roda señalan como fundadora del Condado de Aragón. De hecho, la denominación «Aragón» para designar a una comunidad política no aparece hasta 828, refiriéndose a los valles de Hecho y Canfranc.
De acuerdo a la tradición, la Peña Oroel deriva su nombre de este personaje.